# 히라세 도모유키
히라세 도모유키(일본어: 平瀬 智行, 1977년 5월 23일 ~ )는 일본의 은퇴한 축구 선수이다.

## 구단 경력
1996년 J1리그의 가시마 앤틀러스에 입단했다. 1996년, 2000년, 2001년 3번의 J1리그 우승을 차지했다. 2004년까지 118경기에 출전하여, 25득점을 넣었다. 2004년 비셀 고베로 이적했다. 2008년부터 2010년까지 베갈타 센다이에서 뛰었다. 2010년후 현역 은퇴.

## 국가대표팀 경력
그는 2000년 2월 5일 멕시코과의 경기에서 일본 국가대표팀에 데뷔했다. 그는 국제 A매치 통산 2경기에 출전했다.
그는 2000년 하계 올림픽에 참가할 일본 U-23 국가대표팀에 발탁되었으며, 2경기에 출전했다.

## 통계
| 일본 | 일본 | 일본 |
| 연도 | 출전 | 득점 |
| ---- | ---- | ---- |
| 2000 | 2    | 0    |
| 통산 | 2    | 0    |